# Justo Ruiz González
Justo Ruiz González (nascut el 31 d'agost de 1969) és un futbolista basc ja retirat que jugava com a migcampista i actualment fa d'entrenador de la selecció sub-21 d'Andorra.

## Carrera de club
Ruiz va néixer a Vitòria-Gasteiz, País Basc. Després de cinc anys a la Segona Divisió espanyola, quatre amb el filial de l'Athletic Club i un amb la SD Eibar, va continuar la seva carrera a les lligues inferiors, incloses tres temporades amb el FC Andorra (que competia en el sistema espanyol). El 1998–99, va representar al CF União a la Segona Lliga de Portugal.
L'estiu següent, als 30 anys, Ruiz va tornar a l'FC Andorra, i va passar la resta de la seva carrera al país, competint fins als 30 anys amb el FC Rànger de Primera Divisió del microestat, club amb el qual va fitxar el 2004. A partir de l'any 2011 i durant cinc anys va exercir de directiu de l'antic club, va renunciar al seu càrrec el setembre de 2016 al costat de tota la seva plantilla.

## Carrera internacional
Ruiz va jugar 21 partits amb Espanya, en cinc nivells juvenils diferents. Va aparèixer amb l'equip sub-20 al Campionat Mundial Juvenil de la FIFA de 1989.
L'any 1996, Ruiz va començar a representar la selecció sènior d'Andorra. Va jugar un total de 21 partits de classificació per a la Copa del Món de la FIFA pel seu país d'adopció, i va fer la seva última aparició competitiva el 21 de novembre de 2007 contra Rússia a l'edat de 38 anys i dos mesos.
Des de fa diversos anys, Ruiz treballa com a entrenador de la sub-21 andorrana.